# Piper longichaetum
Piper longichaetum är en pepparväxtart som beskrevs av Truman George Yuncker. Piper longichaetum ingår i släktet Piper och familjen pepparväxter. Inga underarter finns listade i Catalogue of Life.